# Tineke den Dulk
Tineke den Dulk (5 juni 1997) is een Belgische shorttracker en langebaanschaatsster van Nederlandse afkomst.

## Carrière
In 2008 reed zij haar eerste shorttrack wedstrijd in Groningen bij de Kardinge-bokaal als lid van Trias Shorttrack Leeuwarden. In het jaar erna rijdt ze haar eerste internationale Star Class-wedstrijd en gaat ze meedoen aan de regiowedstrijden en de Open Dutch Juniors. Ze wint het  Girls Junior D klassement in april 2010. Ze geniet van het shorttracken en wordt toegelaten tot de Friese selectie en daarna tot de selectie RTC Noord o.l.v. coach Dave Versteeg. Ze gaat in Heerenveen wonen en begint aan haar Bachelor studie English Language & Culture aan de Rijksuniversiteit Groningen. In 2016 wint ze het StarClass Women Junior A klassement en in 2018 en in 2019 eindigt ze als tweede in het StarClass Senior klassement. Na een derde plaats in het Europacup klassement Ladies Senior in 2018, wint ze dat klassement in 2019 door alle afstanden te winnen. In 2019 rijdt ze voor Nederland op het EK Shorttrack in de voorrondes van de dames relay, waarna het Nederlandse team de gouden medaille  behaalde in de finale.  In december 2019 besluit ze dat ze de Belgische nationaliteit wil aannemen, zodat ze in 2021 voor België uit kan komen. Ze woont dan in Hasselt en traint met de Belgische selectie. De nationaliteit werd haar effectief toegekend. In 2021 rondt ze haar Bachelor af en gaat ze de Master Filmstudies en Visuele Cultuur doen aan de Universiteit van Antwerpen. Ze wordt Belgisch kampioen shorttrack in 2022.
Het Belgische mixed relay team is met haar in seizoen 2022-2023 in de World Cups zeer succesvol met een derde plaats in het eindklassement en 2  en 1  medailles. Het team behaalt ook zilver op het Europees kampioenschap 2023.
27 februari 2023 wordt Den Dulk uitgeroepen tot Sportpersoonlijkheid 2022 van Panathlon Universiteit Antwerpen en ontvangt ze de Ere-rector Francis Van Loon Award. 
Incidenteel rijdt ze langebaanwedstrijden en in 2022 wordt ze ook hierin Belgisch kampioen..

## Records

### Persoonlijke records shorttrack[10]
| Afstand    | Tijd     | Datum            | Baan      |
| ---------- | -------- | ---------------- | --------- |
| 500 meter  | 43,102   | 03 februari 2023 | Dresden   |
| 1000 meter | 1.29,478 | 11 februari 2023 | Dordrecht |
| 1500 meter | 2.26,005 | 21 oktober 2021  | Bejing    |

### Persoonlijke records langebaan[11]
| Afstand    | Tijd    | Datum            | Baan       |
| ---------- | ------- | ---------------- | ---------- |
| 500 meter  | 44,87   | 19 februari 2022 | Tilburg    |
| 1000 meter | 1.35,74 | 27 november 2011 | Heerenveen |
| 1500 meter | 2.19,19 | 19 februari 2022 | Tilburg    |
| 3000 meter | 5.06,01 | 20 februari 2022 | Tilburg    |

## Resultaten

### Wereldbekermedailles
2000 meter aflossing gemengd
- Montreal, Canada: 2022/2023 (WB-1)
- Almaty, Kazachstan: 2022/2023 (WB-3)
- Almaty, Kazachstan: 2022/2023 (WB-4)

### Europese kampioenschappen shorttrack
2000 meter aflossing gemengd
- Gdansk, Polen: 2022/2023